# مدول ساده
در ریاضیات، به‌خصوص در نظریه حلقه‌ها، مدول ساده (به انگلیسی: Simple Module) روی یک حلقه چون {\displaystyle R}، مدول‌هایی (چپ یا راست) روی {\displaystyle R} هستند که ناصفر بوده و هیچ زیرمدول ناصفر محضی نداشته باشد. به‌طور معادل، یک مدول {\displaystyle M} ساده است اگر و تنها اگر هر زیر مدول دوری تولید شده توسط عنصر ناصفری از {\displaystyle M} برابر {\displaystyle M} باشد. مدول‌های ساده، سنگ بناهای مدول‌هایی با طول متناهی را تشکیل می‌دهند، و مشابه گروه‌های ساده در نظریه گروه‌ها هستند.
در این مقاله، تمام مدول‌ها، مدول‌های یک دار راست روی حلقه ای چون {\displaystyle R} در نظر گرفته می‌شوند.